# Коїнко

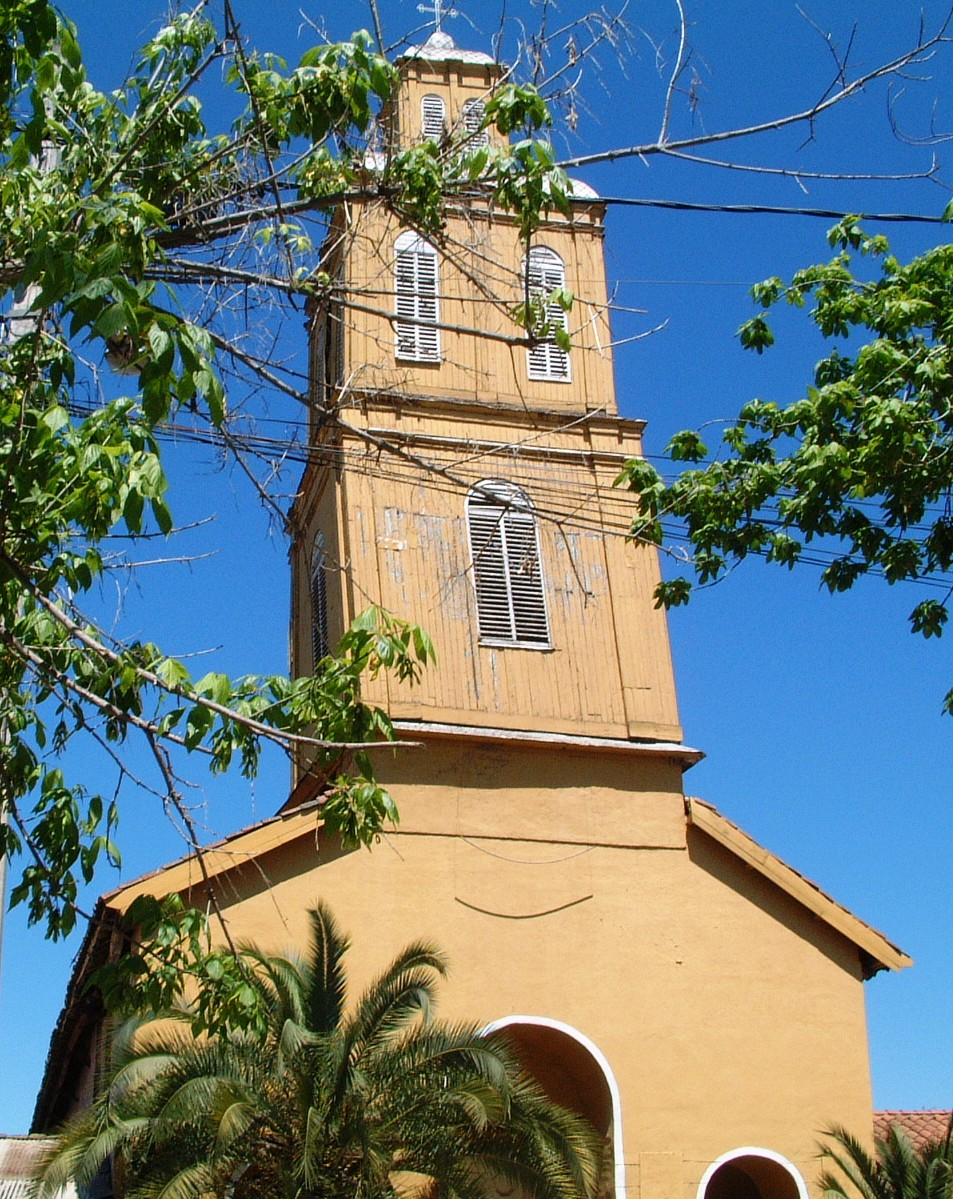
Церква Коїнко.

Коїнко (ісп. Coínco) — селище в Чилі. Адміністративний центр однойменної комуни. Населення — 4102 осіб (2002). Селище і комуна входить до складу провінції Качапоаль і регіону Лібертадор-Хенераль-Бернардо-О'Хіггінс.
Територія — 98 км². Чисельність населення — 7359 мешканців(2017). Щільність населення — 75,1 чол./км².

## Розташування
Селище розташоване за 25 км на південний захід від адміністративного центру області міста Ранкагуа.
Комуна межує:
- на північному сході — з комуною Олівар
- на сході — з комуною Рекіноа
- на південному сході — з комуною Ренго
- на півдні — з комуною Кінта-де-Тількоко
- на південному заході — з комуною Сан-Вісенте-де-Тагуа
- на північному заході — з комунами Доньїуе, Кольтауко